# Альфарнатехо
Альфарнатехо (ісп. Alfarnatejo) — муніципалітет в Іспанії, у складі автономної спільноти Андалусія, у провінції Малага. Населення — 543 особи (2010).
Муніципалітет розташований на відстані близько 380 км на південь від Мадрида, 32 км на північний схід від Малаги.

## Демографія
Динаміка населення (INE ):

## Галерея зображень

Розташування муніципалітету у провінції Малага
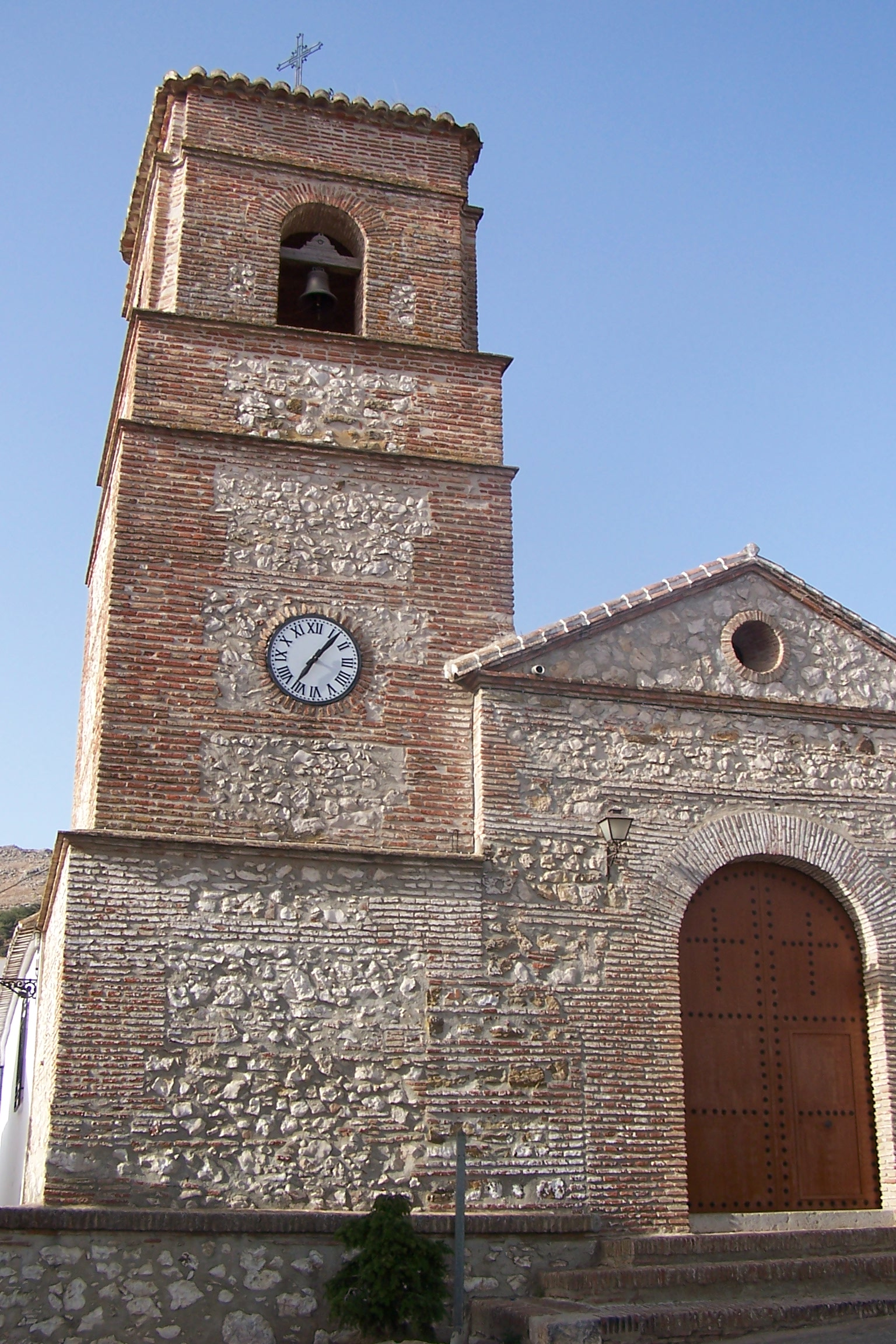
Церква Санто-Крісто-де-Кабрілья